# Maciej Bernard
Maciej Bernard pseud. Biskupski, Chudzik, Doroszyński, Zachar (ur. 24 lutego 1889 w Starym Skałacie, zm. 28 grudnia 1961 we Wrocławiu) – polski działacz komunistyczny i związkowy.
Urodzony w biednej chłopskiej rodzinie, od 1902 pracował jako parobek. 1911–1918 służył w austriackiej armii, a XI 1918 – IX 1919 w WP. W 1920 osiadł we Lwowie, gdzie został robotnikiem budowlanym, potem pracownikiem młyna. I 1920 wstąpił do PPS, po 2 miesiącach przeszedł do KPZU. Zorganizował oddział Związku Zawodowego Pracowników Młynarskich, włączonego później do Związku Zawodowego Robotników Przemysłu Spożywczego w Polsce. 1926–1928 sekretarz Komitetu Dzielnicowego (KD) KPZU dzielnicy gródeckiej we Lwowie, od 1927 działacz Związku Zawodowego Czeladzi i Uczniów Ciesielskich. W 1928 kandydował do Senatu z listy komunistycznej. W 1929 aresztowany i uwięziony na pół roku. W lipcu 1930 wziął udział w V Kongresie Czerwonej Międzynarodówki Związków Zawodowych w Moskwie, po powrocie uczestniczył w akcji przedwyborczej w wyborach do Sejmu w 1930 jako przewodniczący Komitetu Wyborczego Jedności Robotniczej. III 1931 brał udział w konferencji Lewicy Związkowej w Warszawie, VII 1931 aresztowany we Lwowie, był sądzony w tzw. procesie łuckim, został skazany na 2 lata więzienia i utratę praw publicznych na 10 lat. Podczas odbywania kary był starostą komuny więziennej w lwowskich Brygidkach, zorganizował 12-dniowy strajk głodowy więźniów-komunistów. Po zwolnieniu wznowił działalność komunistyczną, XI 1933 został członkiem Centralnego Wydziału Zawodowego przy KC KPZU i Komitetu Okręgowego (KO) KPZU we Lwowie. W 1934 dwukrotnie więziony łącznie przez 6 miesięcy. III–VIII 1935 funkcjonariusz KPZU w Borysławiu, potem działacz ruchu zawodowego robotników budowlanych we Lwowie, zorganizował wiele strajków. Pracownik robót kanalizacyjnych. III 1937 aresztowany i osadzony na rok w areszcie śledczym. Łącznie w latach 1919–1939 był aresztowany 17 razy. 1939–1941 kierownik oddziału komunalnego, potem przewodniczący Rady Miejskiej w Skałacie. VI 1941 ewakuowany w głąb ZSRR, przez 3 lata pracował w kołchozie w obwodzie woroneskim. IV 1944 – XII 1945 członek Zarządu Rejonowego ZPP w Krasnoarmiejsku, potem przewodniczący Zarządu Obwodowego ZPP w Saratowie. Od 15 VI 1946 przez 3 tygodnie był p.o. pełnomocnika Polskiej Delegacji przy Polsko-Sowieckiej Komisji Mieszanej ds. Repatriacji. VII 1946 wrócił do kraju i podjął pracę w Komitecie Wojewódzkim (KW) PPR we Wrocławiu; pracownik Komisji Kontroli Partyjnej i Wydziału Organizacyjnego KW i etatowy sekretarz POP PPR/PZPR. Od 1957 na rencie dla zasłużonych. Odznaczony m.in. Orderem Sztandaru Pracy II klasy i Krzyżem Komandorskim Orderu Odrodzenia Polski (1955).